# Isola di Coronation

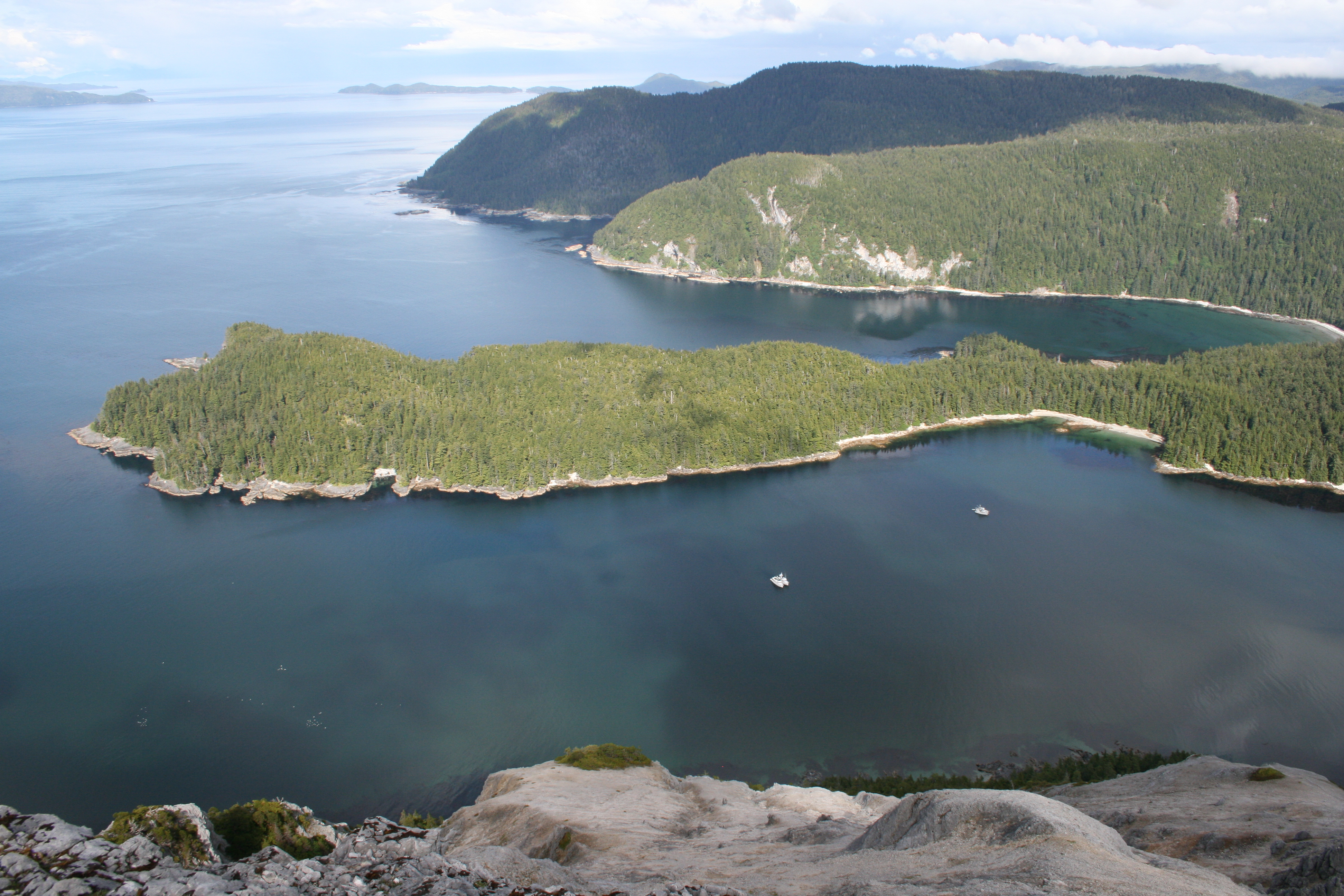
Panorama della baia di Egg dalla cima del Pin Peak

L'Isola di Coronation (Coronation Island) fa parte dell'arcipelago Alexander, nell'Alaska sud-orientale (Stati Uniti d'America). Amministrativamente appartiene al Borough Petersburg. L'isola si trova all'interno della Tongass National Forest.

## Storia
Quest'isola è stata nominata dal capitano George Vancouver (1757 - 1798), ufficiale della Royal Navy, il 22 settembre 1793, in onore del 33º anniversario dell'incoronazione di Giorgio III.

## Descrizione
I forti venti e le onde prevalenti dall'oceano aperto a ovest, combinati con pendii ripidi e rocciosi, si traducono in una costa praticamente inaccessibile. Le poche calette e spiagge protette lungo la costa sottovento sono circondate da banchi rocciosi. Pertanto, l'isola è di difficile accesso da qualsiasi rotta ed è generalmente limitata a piccole imbarcazioni o idrovolanti durante le brevi pause del tempo perturbato. Non ci sono strutture sviluppate e piste battute sull'isola. Il campeggio nella natura selvaggia è illimitato e la pesca e la caccia sono consentite. La comunità più vicina è Craig.
L'isola ospita anche il "Coronation Island Wilderness" che comprende 78 chilometri quadrati e comprende anche l'adiacente arcipelago di Spanish (Spanish Islands). Sull'isola ci sono diverse grotte marine e alcune di queste contengono fossili.

## Geografia
L'isola si trova ad ovest (parte settentrionale) dell'isola Principe di Galles (Prince of Wales Island); a circa 11 chilometri a ovest dell'isola di Warren (Warren Island), a sud dell'isola di Kuiu (Kuiu Island) e a nord dell'isola di Noyes.

### Masse d'acqua
Intorno all'isola sono presenti le seguenti masse d'acqua (da nord in senso orario):
- Baia di Christian (Christian Sound)[7] 55°56′47″N 134°22′12″W - La baia, con una ampiezza di 37 chilometri, si trova a nord dell'isola e collega l'oceano Pacifico con lo Stretto di Sumner (Sumner Strait). La baia comprende le seguenti insenature comprese nell'isola di Coronation:
  - baia di Egg (Egg Harbor)[8] 55°55′04″N 134°19′12″W - La baia è lunga 2,4 chilometri e si trova a ovest della baia di Alikula (Alikula Bay);
  - baia di Alikula (Alikula Bay)[9] 55°55′00″N 134°18′10″W - La baia è lunga 1,6 chilometri e si trova a est della baia di Egg (Egg Bay);
  - baia di Aats (Aats Bay)[10] 55°54′18″N 134°14′47″W - La baia è ampia 2,4 chilometri e si trova al centro della parte settentrionale dell'isola;
  - baia di Gish (Gish Bay)[11] 55°54′27″N 134°11′48″W - La baia è lunga 1,1 chilometri e si trova nel nord-est dell'isola.
- Stretto di Sumner (Sumner Strait)[12] 55°23′36″N 133°30′36″W - Lo stretto, con una lunghezza di circa 130 chilometri collega l'oceano Pacifico con il continente americano. In particolare separa l'isola di Coronation dall'isola di Warren (Warren Island). Lo stretto nei pressi dell'isola di Coronation comprende le seguenti insenature:
- Baia di Iphigenia (Iphigenia Bay)[13] 55°46′37″N 133°53′35″W - La baia, con una lunghezza di circa 50 chilometri collega l'oceano Pacifico con l'isola Principe di Galles (Prince of Wales Island). In particolare la baia bagna la parte meridionale dell'isola. La baia nei pressi dell'isola di Coronation comprende le seguenti insenature:
  - baia di China (China Cove)[14] 55°50′26″N 134°15′58″W - La baia è larga 2,7 chilometri e si trova a circa 1 chilometro a nord del promontorio Helm (Helm Point) all'estremo sud dell'isola.

A ovest l'isola di Coronation è bagnata dall'oceano Pacifico. Su questo lato si trova la seguente baia:
- baia di Windy (Windy Bay)[15] 55°52′39″N 134°18′01″W.

### Promontori
Sull'isola sono presenti alcuni promontori (da nord in senso orario):
- Baia di Christian (Christian Sound):
  - Promontorio di Nation (Nation Point)[16] 55°55′40″N 134°20′12″W - Il promontorio, con una elevazione di 7 metri, si trova ad ovest dell'entrata della baia di Egg (Egg Harbor);
  - Promontorio di Aats (Aats Point)[17] 55°55′31″N 134°16′23″W - Il promontorio, con una elevazione di 228 metri, si trova tra la baia di Alikula (Alikula Bay) e la baia di Aats (Aats Bay).
- Stretto di Sumner (Sumner Strait):
  - Promontorio di Cora (Cora Point)[18] 55°54′50″N 134°06′57″W.
- Baia di Iphigenia (Iphigenia Bay):
  - Promontorio di Helm (Helm Point)[19] 55°49′43″N 134°16′40″W - Il promontorio, con una elevazione di 298 metri, divide la baia di Iphigenia (Iphigenia Bay) dall'oceano Pacifico.

### Monti
L'isola di Coronation ha sette vette: Needle Peak, Windy Peak, Pin Peak (qui sotto descritte) e altre quattro vette che non hanno un nome:
- Monte Pin (Pin Peak)[20] 55°54′51″N 134°19′56″W - Il monte, con una elevazione di 370 metri, si trova nella parte nord-ovest dell'isola.
- Monte Needle (Needle Peak)[21] 55°52′23″N 134°15′54″W - Il monte, con una elevazione di 541 metri, si trova nel centro dell'isola.
- Monte Windy (Windy Peak)[22] 55°53′23″N 134°19′21″W - Il monte, con una elevazione di 416 metri, si trova nella parte occidentale dell'isola.

### Isole vicine
L'isola di Coronation è vicina alle seguenti isole minori:
- Baia di Christian (Christian Sound):
  - isola di Channel (Channel Island)[23] 55°55′21″N 134°11′25″W - L'isola lunga 321 metri si trova a circa 800 metri a nord dell'isola di Coronation all'entrata della baia di Gish (Gish Bay).
- Stretto di Sumner (Sumner Strait):
  - arcipelago di Spanish (Spanish Islands)[24] 55°57′38″N 134°07′33″W - L'arcipelago, composto da 5 isole maggiore e alcune minori, con uno sviluppo lineare di 6,5 chilometri, si trova 900 metri a nord dell'isola di Coronation;
  - isola di Shrub (Shrub Islet)[25] 55°55′20″N 134°07′25″W - La piccola isola di Shrub si trova tra l'isola di Coronation (a 250 metri) e l'arcipelago di Spanish (Spanish Islands);
  - isola di Cora (Cora Island)[26] 55°54′12″N 134°07′13″W - L'isola, con una elevazione di 15 metri e una lunghezza di 320 metri, si trova a circa 70 metri dal bordo orientale dell'isola di Coronation.

## Fauna selvatica e flora
Gli animali comuni sull'isola includono il cervo dalla coda nera di Sitka (Odocoileus hemionus sitkensis) (sitka black-tail deer), l'arvicola dalla coda lunga (Microtus longicaudus) (long-tailed vole) e l'aquila di mare testabianca (Haliaeetus leucocephalus) (bald eagle). Nel 1960, fu avviato un esperimento di allevamento di lupi (mai fatto su un'isola dell'Alaska): quattro lupi furono rilasciati sull'isola. Ma l'esperimento non ebbe successo.
Sull'isola inoltre si trova il peccio di Sitka (Picea sitchensis) (sitka spruce) e la tsuga occidentale o abete canadese occidentale (Tsuga heterophylla) (western hemlock).